# Joshua Mance

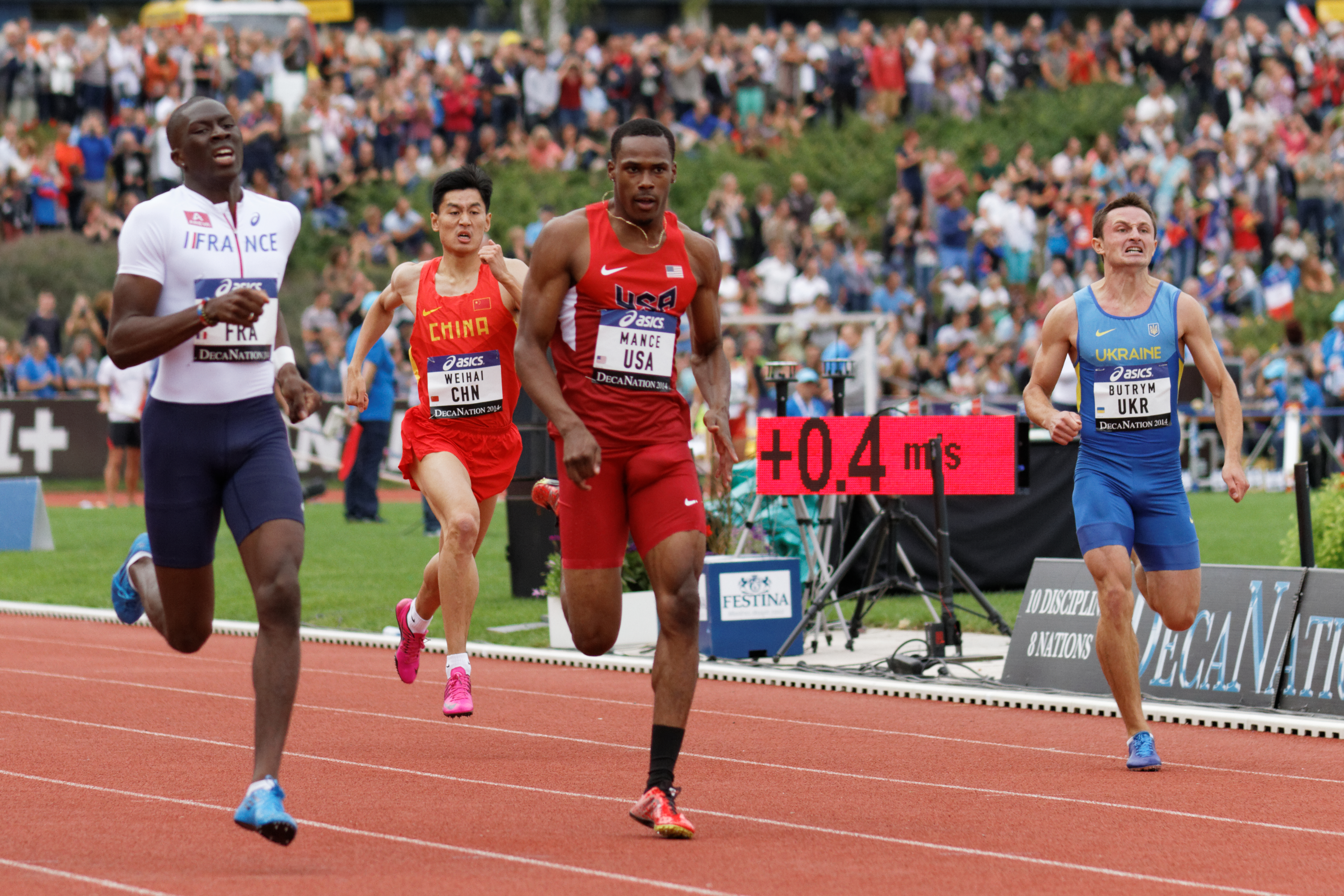
Joshua Mance (Bildmitte in rot) 2014

Joshua Mance (Ronell Joshua „Josh“ Mance; * 21. März 1992 in Pomona, Kalifornien) ist ein US-amerikanischer Sprinter, der sich auf den 400-Meter-Lauf spezialisiert hat.
2009 gewann er Silber bei den Jugendweltmeisterschaften in Brixen und 2010 Gold in der 4-mal-400-Meter-Staffel bei den Juniorenweltmeisterschaften in Moncton. Im Jahr darauf wurde er sowohl im Einzelbewerb wie auch in der Staffel panamerikanischer Juniorenmeister.
2012 stellte er am 6. Juni mit 44,83 s seine persönliche Bestzeit auf und wurde Vierter bei den US-Ausscheidungskämpfen für die Olympischen Spiele in London. Mit der US-Mannschaft gewann er dort Bronze in der 4-mal-400-Meter-Staffel. Bei den Leichtathletik-Weltmeisterschaften 2013 in Moskau war er im Vorlauf Teil der US-Stafette, die schließlich den Titel holte.
Joshua Mance startete für die University of Southern California.